# Turks fruit (roman)
Turks fruit is een liefdesroman van Jan Wolkers uit 1969. Centraal in het verhaal staan de relatie van de hoofdpersoon (een beeldhouwer die als naamloze ik-verteller optreedt) met zijn uit Alkmaar afkomstige vrouw Olga en de invloed die zij op hem heeft en heeft gehad. De roman is opgedragen aan Olga Stabulas.

## Inhoud
Het verhaal begint als de hoofdpersoon op bed ligt en terugdenkt aan zijn tijd met Olga. Hij heeft haar voor het eerst ontmoet toen hij stond te liften en Olga hem oppikte, waarna de ontmoeting leidde tot een vrijpartij en vervolgens tot een auto-ongeluk. Twee maanden later hebben de twee elkaar weer ontmoet, waarna ze besluiten om te gaan samenwonen en vervolgens te trouwen. De hoofdpersoon blikt terug op de hoogtepunten uit hun relatie en beschrijft verschillende gebeurtenissen uit Olga's jeugd die ze hem verteld heeft, bijvoorbeeld haar verhaal over een pop die ze echt eten gaf en die vervolgens niets meer zei. Later kwamen er maden uit, waarna Olga nooit meer met poppen heeft willen spelen. 
Olga's vader is een wat tragikomische man, die door de hoofdpersoon wel aardig wordt gevonden. De moeder van Olga kan hij daarentegen niet uitstaan: zij is een vrouw met een diepe afkeer van kinderen, die bovendien vreemdgaat, maar zich thuis voordoet als de goede echtgenote. Ook heeft ze een borstamputatie ondergaan en nu houdt ze Olga in feite af van een zwangerschap door haar te vertellen dat ze als baby haar moeders borst heeft leeggezogen. Olga's vader overlijdt doordat zijn vrouw hem te vet eten heeft gegeven terwijl hij eigenlijk juist op dieet was. De hoofdpersoon ziet dit als moord.  
De hoofdpersoon vertelt verder over zijn seksuele relatie met Olga die heel belangrijk voor hem was, over de fijne vakantie op Ameland en de keren dat Olga voor hem model heeft gestaan. 
Geleidelijk wordt er naar een climax toegewerkt. Als Olga tijdens een diner zit te flirten met een zakenrelatie van haar ouders, komt het keerpunt in haar relatie met de hoofdpersoon. Hij slaat Olga, waarna zij hem verlaat en teruggaat naar haar moeder. Nadat Olga hem heeft verlaten, heeft de ik-figuur veel kortstondige relaties met andere vrouwen die hij steeds met Olga vergelijkt, maar niemand kan aan haar tippen. Hij vindt een manke vogel en neemt deze in huis voor acht maanden. Hij poept alles onder, maar daar lijkt hij geen moeite mee te hebben. Als de vogel later weer genezen en vrij is, is zijn huis onherroepelijk aan de stank van de uitwerpselen van de meeuw verbonden.
Olga krijgt nog enkele nieuwe, kortstondige relaties vanuit haar werk. Ze verandert haar uiterlijk, blondeert haar haar en woont een aantal jaren in het buitenland. Ze reist veel en stuurt nog kaartjes en brieven. Soms komen de ik-figuur en Olga elkaar in de stad tegen en praten dan wat met elkaar, zonder eigenlijk iets wezenlijks te zeggen. Olga is ondertussen ook een keer zwanger geworden, maar moest vervolgens aan haar eierstokken worden geopereerd, waarna de relatie beëindigd werd.  
Olga krijgt last van erge hoofdpijn. Het blijkt dat ze een hersentumor heeft, die niet helemaal verwijderd kan worden. Door de vele bestralingen verliest zij haar haren en de ik-figuur koopt een pruik voor haar. Hij bezoekt haar elke dag in het ziekenhuis en ziet haar aftakelen. Ze durft niets meer te eten behalve Turks fruit, omdat ze denkt dat haar voortanden eruit zullen vallen als ze iets hards eet, net als toen ze klein was. De ik-figuur koopt dan op de markt Turks fruit voor haar. Ze sterft op een vroege voorjaarsavond. Ze wordt met haar pruik op gecremeerd.

## Terugkerende thema's
Wolkers laat in het boek de kleur blauw herhaaldelijk terugkeren bij zieke elementen. Kanker is een item dat van begin tot eind regelmatig terugkeert. Een derde terugkerend item is het vergelijken van mensen met dieren. Tot slot is het boek erg anti-Amerikaans. De Amerikanen worden afgeschilderd als halve wilden, zo ook de twee Amerikaanse studentes die hun eten koken in de scheerpan van de ik-figuur ("bij ons smaakt al het eten naar zeep"). Wolkers heeft veel schijnbare toevalligheden in het boek opgenomen. Zo was Olga vroeger dol op de boeken Onder moeders vleugels en Stijfkopje. Gaandeweg het boek wordt duidelijk dat Olga nog steeds onder moeders vleugels zit en nogal eigenwijs is.

## Verwijzingen naar het boek
- In de op 26 februari 2012 uitgezonden aflevering van het televisieprogramma Benali boekt gaat presentator Abdelkader Benali op zoek naar de drie vrouwen die model hebben gestaan voor het personage van Olga: Wolkers' tweede vrouw Annemarie Nauta (geb. Leeuwarden, 7 juni 1937), Wolkers' derde vrouw Karina Gnirrep (geb. Amsterdam, 18 maart 1946) en de aan een hersentumor overleden fotografe en dichteres Ida Sipora Schaake (9 april 1935 – Leiden, 21 januari 1964). Karina Wolkers-Gnirrep ontvangt hem in haar woning op Texel. Met Annemarie Nauta brengt hij in Amsterdam een bezoek aan de atelierwoningen aan de Zomerdijkstraat 22, waar zij eind jaren vijftig met Wolkers heeft gewoond. Over Ida Sipora praat hij met haar broer Frank Schaake. Zie de website van Benali boekt.[1]
- In de stripreeks Nero door Marc Sleen wordt er naar het boek verwezen: in De Blauwe Blommebloem (1973) vraagt de Blauwe Blommebloem aan Jan Spier of hij haar wil voorlezen uit Turks fruit. Omdat zijn dictie zo slecht is, besluit ze hem echter zélf voor te lezen. Hierdoor valt Jan Spier in slaap. In het jaar dat dit album in de krant verscheen liep Paul Verhoevens verfilming net in de zalen.

## Film en musical
Het boek is in 1973 verfilmd door Paul Verhoeven. In 2005 is er ook een musical uitgekomen.